# Jeannine De Beleyr
Jeannine De Beleyr (Belsele, 8 april 1950) is een Belgische ontwikkelingshelper die anno 2025 het educatief centrum Ti Solèy Leve leidt in het dorp Akil Samdi te Haïti. Het centrum werd door haarzelf opgericht in 1998.

## Biografie
Loopbaan
Ze behaalde in 1970 het diploma van onderwijzeres in de Bisschoppelijke Normaalschool Onze-Lieve-Vrouw Presentatie te Sint-Niklaas. Via BuSO Emiliani en het basisonderwijs te Moerbeke en Sint-Niklaas kwam ze in BLO Windekind te Lokeren terecht.
Na een bezoek in 1981 aan Raymond De Caluwé, een scheutist, werkzaam in het Plato Santral besloot ze in 1987 daar definitief te werken aan het onderwijs in de afgelegen gebieden van Haïti. In een eerste fase werkte ze aan de opbouw van onderwijs door er buitenschooltjes op te richten. In 1998 verhuisde ze naar het arme noordoosten van Haïti te Akil Samdi alwaar ze het educatief centrum Ti Solèy Leve oprichtte. Ze woont en werkt nog steeds in Haïti tot op de dag van vandaag (2025).
Engagement
De minst bedeelden in Haïti helpen met:
- Onderwijs

- Noodhulp

- Gezondheidszorg

De doelgroep is:
- Vrouwen

- Plattelandsbevolking

- Kinderen en jongeren

Film
Patrick Thyssen maakte in april 2012 een film over alle projecten van 'Ti Solèy Leve', het levenswerk van Jeannine, in Haïti.
Onderscheiding
Als Vredesvrouw kreeg Jeannine De Beleyr in 2012 het ereteken ‘De zilveren klaproos’ van het Belgisch Platform 1325 met als voortrekker de Nationale Vrouwenraad. Haar project Ti Solèy Leve werd bekroond onder het moto: ‘Laat witte klaprozen bloeien’. Andere Belgische laureaten waren o.a.:  Jeanne Devos, Annemie Neyts, Sabine de Bethune, Nahima Lanjri, Martine Bossuyt, Andrée Geulen, Miet Smet en Marleen Temmerman.

## Externe Link
Ti Solèy Leve